# البارونة باربرا بروك
باربرا بروك او البارونة بروك من يسترادفلت (بالإنجليزية: Barbara Brooke, Baroness Brooke of Ystradfellte) هي سياسية بريطانية وُلِدت في 14 يناير 1908 في دبلن، أيرلندا، وتوفيت في 1 سبتمبر 2000 في لندن، إنجلترا. كانت عضوة بارزة في حزب المحافظين البريطاني وعضوًا في مجلس اللوردات.

## حياتها ومهنته
وُلدت باربرا إلى عائلة ذات جذور أيرلندية، وشاركت في العديد من الأنشطة السياسية والخيرية. شغلت مناصب قيادية في المنظمات النسائية داخل حزب المحافظين، وساهمت في تعزيز دور المرأة في السياسة البريطانية.
في عام 1964، مُنحت لقب البارونة مدى الحياة بصفتها "البارونة بروك من يسترادفلت"، وأصبحت عضوًا في مجلس اللوردات حيث واصلت دعمها لقضايا اجتماعية وسياسية متنوعة.

## حياتها الشخصية
تزوجت باربرا من هنري بروك، البارون بروك من كامينغتون، الذي كان أيضًا شخصية سياسية بارزة في حزب المحافظين.